# Wintrebertia lavanoniae
Wintrebertia lavanoniae är en insektsart som beskrevs av Marius Descamps 1971. Wintrebertia lavanoniae ingår i släktet Wintrebertia och familjen Euschmidtiidae. Inga underarter finns listade i Catalogue of Life.